# Ischnoptera bicornuta
Ischnoptera bicornuta es una especie de cucaracha del género Ischnoptera, familia Ectobiidae. Fue descrita científicamente por Hebard en 1922.
Habita en México.